# Рурак Костянтин Михайлович
Костянтин Михайлович Рурак (нар. 9 квітня 1974) — український легкоатлет, який спеціалізувався у спринті, учасник Олімпійських ігор (1996 (4 місце в естафеті 4×100 метрів); 2000), чемпіон Європи (2002), багаторазовий чемпіон України, рекордсмен України. Заслужений майстер спорту України. Заслужений тренер України. Заслужений працівник фізичної культури і спорту України.
Закінчив Дніпропетровський державний інститут фізичної культури і спорту (2002).
Тренувався у батька Михайла Рурака (1951—2019).
Після завершення спортивної кар'єри перейшов на тренерську роботу, працював разом з батьком у тренерському тандемі.
Указом Президента України від 18 січня 2013  № 32/2013 «Про призначення стипендій Президента України для видатних спортсменів та тренерів України з олімпійських видів спорту» Костянтину Рураку, як тренеру Марії Рємєнь (бронзової олімпійської призерки Ігор-2012 в естафетному бігу 4×100 метрів) була призначена стипендія Президента України.
Дружина Олена (нар. 1971) виступала в спринті, працює разом з чоловіком тренером з легкої атлетики.

## Рекорди
- 2 червня 1996 на Кубку Європи в Мадриді разом з Владиславом Дологодіним, Сергієм Осовичем та Олегом Крамаренком у складі збірної України встановив рекорд України в естафетному бігу 4×100 метрів (38,53).

- 11 серпня 2002 на Чемпіонаті Європи в Мюнхені разом з Владиславом Дологодіним, Костянтином Васюковим та Олександром Кайдашем у складі збірної України повторив рекорд України в естафетному бігу 4×100 метрів (38,53), встановлений у 1996.

- 29 січня 2004 на Кубку України в приміщенні встановив національний рекорд з бігу на 60 метрів (6,54), перевершивши попереднє досягнення (6,56), яке належало Олександру Шличкову (з 1994) та Анатолію Довгалю (з 2002).

## Основні міжнародні виступи
| Рік  | Змагання                       | Місто         | Місце | Дисципліна | Примітки |
| ---- | ------------------------------ | ------------- | ----- | ---------- | -------- |
| 1993 | Чемпіонат Європи серед юніорів | Сан-Себастьян | 3заб5 | 100 м      |          |
| 1993 | 3                              | 4×100 м       |       |            |          |
| 1996 | Кубок Європи                   | Мадрид        | 1     | 4×100 м    |          |
| 1996 | Олімпійські ігри               | Атланта       | 5чф7  | 100 м      |          |
| 1996 | ф4                             | 4×100 м       |       |            |          |
| 1997 | Чемпіонат світу в приміщенні   | Париж         | 3чф4  | 60 м       |          |
| 2000 | Чемпіонат Європи в приміщенні  | Гент          | ф6    | 60 м       |          |
| 2000 | Олімпійські ігри               | Сідней        | 3чф7  | 100 м      |          |
| 2001 | Чемпіонат світу в приміщенні   | Лісабон       | 1заб3 | 60 м       |          |
| 2002 | Кубок Європи                   | Ансі          | 2     | 100 м      |          |
| 2002 | ф4                             | 200 м         |       |            |          |
| 2002 | Чемпіонат Європи               | Мюнхен        | 2пф6  | 100 м      |          |
| 2002 | 1                              | 4×100 м       |       |            |          |
| 2002 | Кубок світу                    | Мадрид        | ф4    | 4×100 м    |          |
| 2003 | Чемпіонат світу                | Париж         | 4заб4 | 100 м      |          |
| 2003 | 2заб                           | 4×100 м       | DQ    |            |          |
| 2004 | Чемпіонат світу в приміщенні   | Будапешт      | 7заб4 | 60 м       |          |